# 神戸サヌキ
神戸サヌキ（こうべサヌキ）は神戸市兵庫区にある作業服、安全靴、事務服のオンライン販売を行う専門商社である。正式な社名は株式会社サヌキ。
1936年、神戸市で作業服専門の製造・販売店「サヌキ縫工所」として創業。1990年に株式会社となり株式会社サヌキとなる。1999年からオンラインショップを始める。2006年に創立70周年記念式典、2011年に75周年記念MG研修を行い、2016年に創立80周年を迎え、今日に至る。
主な商品は工場や建設現場などで使用する作業服、安全靴、事務服である。